# Banjar Mulia
Banjar Mulia is een bestuurslaag in het regentschap Way Kanan van de provincie Lampung, Indonesië. Banjar Mulia telt 1810 inwoners (volkstelling 2010).